# Kamil Čontofalský
Kamil Čontofalský (ur. 3 czerwca 1978 w Bratysławie) – słowacki piłkarz grający na pozycji bramkarza.

## Kariera klubowa
Kamil Čontofalský urodził się w Bratysławie, jednak piłkarską karierę rozpoczął w Koszycach, w tamtejszym klubie FC Koszyce. W 1997 roku został włączony do kadry pierwszej drużyny, jednak w pierwszej lidze zadebiutował dopiero w sezonie 1998/99, ale był dopiero trzecim bramkarzem i przegrywał rywalizację z doświadczonymi Ladislavem Molnárem oraz Miroslavem Semanem. Miał więc niewielki udział w wywalczeniu mistrzostwa Słowacji w 1998 roku oraz nie zdołał zadebiutować w rozgrywkach grupowych Ligi Mistrzów w sezonie 1997/1998. Przez 3 sezony w Koszycach wystąpił ledwie w 13 ligowych spotkaniach i zimą 2000 roku przeniósł się do czeskiego Bohemiansu Praga. Tam stał się pierwszym bramkarzem zespołu i na koniec sezonu zajął z nim 7. miejsce w lidze. Z czasem stał się jednym z czołowych bramkarzy czeskiej ligi, a w 2002 roku doprowadził swój klub do wysokiego 4. miejsca w lidze, jednak w sezonie 2002/03 spadł z nim do drugiej ligi.
Latem 2003 przeszedł do rosyjskiego Zenitu Petersburg, do którego ściągnął go Vlastimil Petržela, jego trener w drużynie Bohemiansu. W Zenicie, Čontofalský stał się jednak rezerwowym golkiperem i przegrał rywalizację z Wiaczesławem Małafiejewem. W pierwszym sezonie gry został z nim wicemistrzem Rosji oraz wywalczył Puchar Premier Ligi. W 2004 roku zakończył sezon na 4. pozycji w lidze. W 2005 roku Kamil grywał nieco więcej (19 meczów i 6. miejsce Zenitu), a w 2006 i 2007 roku był podstawowym golkiperem w jedenastce klubu z Petersburga i wspomógł go w walce o 4. i 1. miejsce w rozgrywkach ligowych.
Po mało udanym dla słowackiego golkipera sezonie 2009, Zenit rozwiązał z nim umowę. W 2010 roku trafił do AEL Limassol.
| Sezon     | Klub             | Kraj     | Rozgrywki                 | Mecze | Bramki |
| --------- | ---------------- | -------- | ------------------------- | ----- | ------ |
| 1997/98   | 1. FC Košice     | Słowacja | Corgoň Liga               | 0     | 0      |
| 1998/99   | 1. FC Košice     | Słowacja | Corgoň Liga               | 4     | 0      |
| 1999/00   | 1. FC Košice     | Słowacja | Corgoň Liga               | 9     | 0      |
| 1999/00   | Bohemians Praga  | Czechy   | 1. Gambrinus liga         | 14    | 0      |
| 2000/01   | Bohemians Praga  | Czechy   | 1. Gambrinus liga         | 23    | 0      |
| 2001/02   | Bohemians Praga  | Czechy   | 1. Gambrinus liga         | 30    | 0      |
| 2002/03   | Bohemians Praga  | Czechy   | 1. Gambrinus liga         | 10    | 0      |
| 2003      | Zenit Petersburg | Rosja    | Priemjer-Liga             | 3     | 0      |
| 2004      | Zenit Petersburg | Rosja    | Priemjer-Liga             | 4     | 0      |
| 2005      | Zenit Petersburg | Rosja    | Priemjer-Liga             | 19    | 0      |
| 2006      | Zenit Petersburg | Rosja    | Priemjer-Liga             | 4     | 0      |
| 2007      | Zenit Petersburg | Rosja    | Priemjer-Liga             | 13    | 0      |
| 2008      | Zenit Petersburg | Rosja    | Priemjer-Liga             | 0     | 0      |
| 2009      | Zenit Petersburg | Rosja    | Priemjer-Liga             | 2     | 0      |
| 2009/2010 | AEL Limassol     | Cypr     | Protathlima A’ Kategorias | 13    | 0      |
| 2010/2011 | AEL Limassol     | Cypr     | Protathlima A’ Kategorias | 4     | 0      |
| 2011/2012 | Slavia Praga     | Czechy   | Gambrinus Liga            | 20    | 0      |
| 2012/2013 | Slavia Praga     | Czechy   | Gambrinus Liga            | 27    | 0      |
|           |                  |          | Łącznie w Corgoň Lidze    | 13    | 0      |
|           |                  |          | Łącznie w Gambrinus Lidze | 125   | 0      |
|           |                  |          | Łącznie w Premier Lidze   | 45    | 0      |

## Kariera reprezentacyjna
W 2000 roku wraz z kadrą wystąpił na igrzyskach olimpijskich, na których Słowacy zajęli 13. miejsce. W reprezentacji Słowacji Čontofalský zadebiutował 27 marca 2003 roku w przegranym 0:2 towarzyskim spotkaniu z Austrią. Od tego czasu stał się podstawowym bramkarzem kadry narodowej i występował z nią w eliminacjach do Euro 2004, Mistrzostw Świata 2006 oraz Euro 2008. W lutym 2007 wystąpił m.in. w towarzyskim meczu z Polską (2:2).